# Westfälisches Schulmuseum

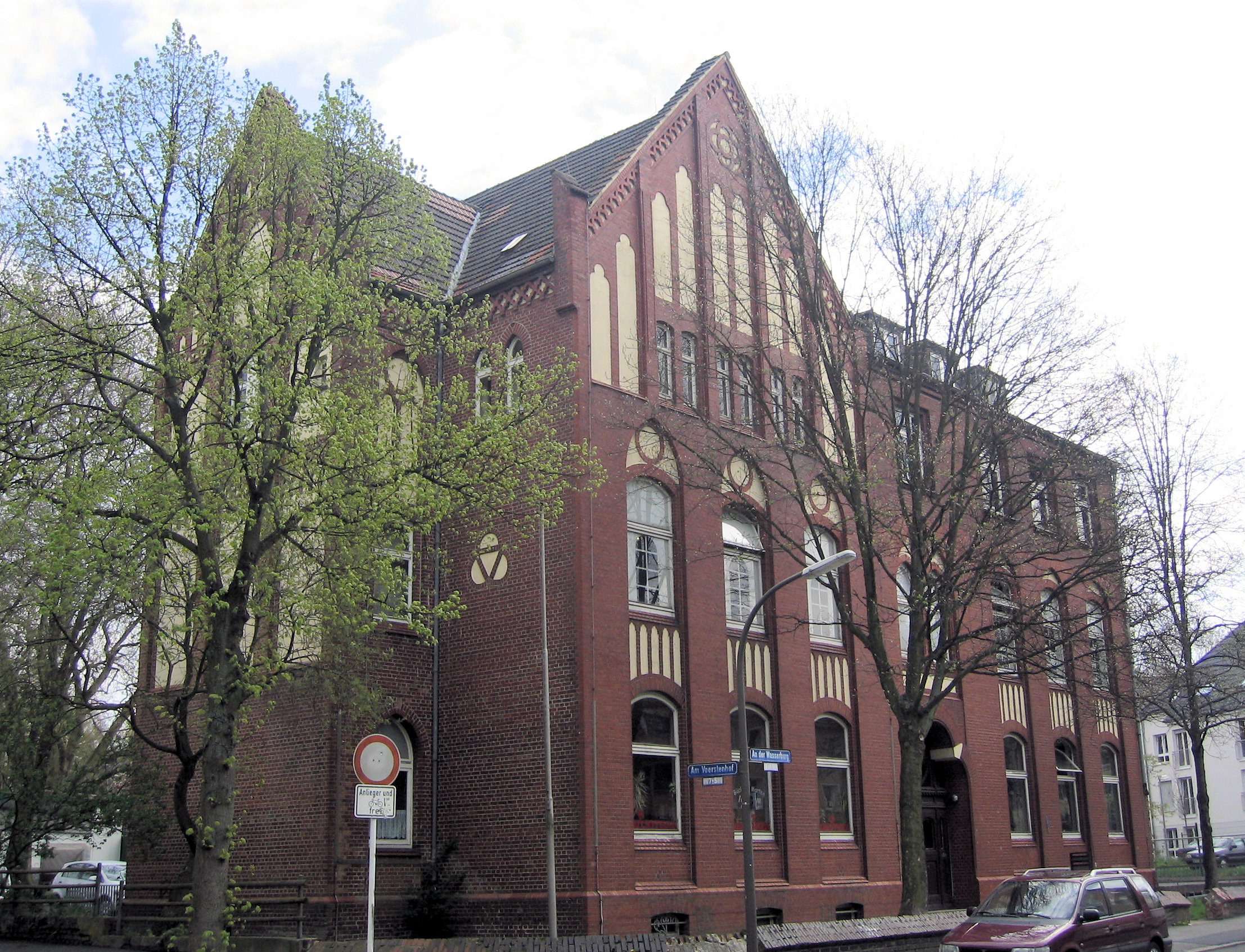
Das Westfälische Schulmuseum in Marten

Das Westfälische Schulmuseum im Dortmunder Stadtteil Marten wurde 1910 als Einrichtung zur Lehrerfortbildung und als Lehrmittel-Schausammlung gegründet. Heute beherbergt das Museum eine der bedeutendsten schulhistorischen Sammlungen in Deutschland.

## Inhalte
Das Museum beleuchtet 500 Jahre Schulgeschichte in fünf historischen Epochen:
- Die Anfänge – "... dass man Kinder zur Schule halten solle",
- Kaiserreich – "... um der Ausbreitung sozialistischer und kommunistischer Ideen entgegenzuwirken",
- Weimarer Republik – "... gegen die Lern- und Wortschule",
- Nationalsozialismus – "Blond und blauäugig...",
- nach 1945 – "Erziehung zur demokratischen Lebensweise",

und legt in Sonderschauen einen Schwerpunkt auf
- den Beginn der Erziehung der Mädchen,
- Lehr-, Lernmittel und Schulbücher des Rechenunterrichts,
- Schulmöbel im Wandel der Zeit

Das Museum zeichnet sich insbesondere durch ein umfangreiches museumspädagogisches Programm aus. In einem historischen Klassenzimmer aus dem Anfang des 20. Jahrhunderts können Schulklassen den Bildungsalltag dieser Zeit unmittelbar nachleben.
Die Sammlung des Museums umfasst Exponate vom Beginn schulischer Erziehung durch Kirche und Klosterschulen bis hin zu modernen Lehrmaterialien. Das Schulgebäude ist als Baudenkmal in die Denkmalliste der Stadt Dortmund eingetragen.